# Francesco Sirufo

Wappen von Francesco Sirufo

Francesco Sirufo (* 1. Januar 1961 in Castelluccio Inferiore, Provinz Potenza, Italien) ist ein italienischer Geistlicher und römisch-katholischer Erzbischof von Acerenza.

## Leben
Francesco Sirufo empfing am 3. August 1986 das Sakrament der Priesterweihe für das Bistum Tursi-Lagonegro.
Am 20. Mai 2016 ernannte ihn Papst Franziskus zum Erzbischof von Acerenza. Die Bischofsweihe spendete ihm der Bischof von Tursi-Lagonegro, Vincenzo Carmine Orofino, am 20. August desselben Jahres. Mitkonsekratoren waren der Erzbischof von Cosenza-Bisignano, Francescantonio Nolè OFMConv, und der Erzbischof von Potenza-Muro Lucano-Marsico Nuovo, Salvatore Ligorio. Die Amtseinführung im Erzbistum Acerenza fand am 3. September 2016 statt.